# Atractus schach
Atractus schach este o specie de șerpi din genul Atractus, familia Colubridae, descrisă de Heinrich Boie în anul 1827. Conform Catalogue of Life specia Atractus schach nu are subspecii cunoscute.